# 울산 성암동 패총
울산 성암동 패총(蔚山 城岩洞 貝塚)은 울산광역시 남구 성암동에 있는 패총이다. 2000년 11월 9일 울산광역시의 기념물 제25호로 지정되었다.

## 개요
패총은 ‘조개무덤’이라고도 하며, 해안이나 강가에 살던 선사시대인이 버린 조개 껍질이 쌓여 무덤처럼 된 유적이다. 조개껍질이 지닌 석회질로 그 안의 토기, 석기 및 짐승의 뼈 등이 잘 보존되어 있어 고고학적으로 귀중한 연구 자료가 된다.
성암동패총은 2000년 지표조사에서 확인된 유적으로 외황강과 바닷물이 만나, 강물과 바닷물이 섞이는 곳에 분포한다. 유적의 남동쪽에는 성암동패총과 동일한 시기에 해당하는 울산 세죽유적이 위치하며, 북동쪽에는 조선시대의 수군만호진성(水軍萬戶鎭城)인 개운포성지가 있다. 유적은 조수간만의 차이로 인해 해안가에서 밀려들어온 실트성의 고운 흙과 구릉에서 침식되어 퇴적된 암반토와 자갈이 교대로 퇴적되어 있다.
유물은 대부분 현재의 해안가 가장자리에서 확인되었다. 신석기인들의 생활유물은 덧무늬토기[隆起文土器], 빗살무늬토기[櫛文土器], 돌도끼[石斧], 그물추[漁網錘] 등이 출토되었다. 또한 식생활과 관련하여서는 소라, 피뿔고동, 참굴, 떡조개, 돌고래뼈 등이 확인되었다.
패총의 형성과 존속시기는 융기문토기가 출토되는 점으로 볼 때 남부지방 신석기시대 조기인 기원전 5,000년 전후에 형성되었을 것으로 추정된다.
앞으로 학술조사가 이루어지면 동남해안에 위치한 황성동 세죽유적, 우봉리 유적, 신암리유적과 함께 울산지역 신석기시대의 문화상과 남해안ㆍ동해안간의 문화적 교류 관계를 알 수 있는 중요한 유적으로 평가될 것이다.

## 참고 문헌
- 성암동패총 - 국가유산청 국가유산포털